# Liam Miller
William Peter "Liam" Miller (født 13. februar 1981 i Cork, Irland, død 9. februar 2018) var en irsk professionel fodboldspiller, der spillede for klubber i England, Danmark, Skotland, Australien og Irland. Blandt de klubber, han spillede for, var Leeds United, Manchester United, AGF, Celtic, Sunderland, Perth Glory og Queens Park Rangers.
Miller begyndte sin karriere sammen med Celtic, hvor han spillede 26 kampe og scorede to mål; kort tid efter han havde fået en skade, blev han lånt ud til AGF i 2001, hvor han ikke scorede i de 18 kampe han spillede i Superliga-klubben, før han vendte tilbage til Celtic Park og kom på førsteholdet. Han debuterede for Irland i 2004 mod Tjekkiet. I 2004 nægtede han at skrive under på en ny kontrakt med Celtic, og han tilsluttede sig derfor Manchester United, som han spillede 22 kampe og scorede to mål for. Han blev senere lånt ud til Leeds United i 2005–06-sæsonen, hvor han spillede 28 kampe og scorede ét mål. I 2006 tilsluttede han sig Sunderland. Det blev derefter meddelt at et skift væk fra Stadium of Light var på vej, på grund af påståede tidtagende spørgsmål. Han forlod Sunderland i stedet for Queens Park Rangers i januar 2009.
I sommeren 2009 skiftede Miller til Hibernian F.C. i Skotland, og i 2011 videre til Perth Glory fra den australske liga. Senere spillede han også i Brisbane Roar og Melbourne City, før han i 2015 vendte tilbage til sin hjemby Cork og spillede for Cork City. Hans sidste hold blev Wilmington Hammerheads.

## Død
I efteråret 2017 blev det offentliggjort, at Miller modtog behandling for bugspytkirtelkræft. Han døde 9. februar 2018.